# Sandra Regol
Sandra Regol, née le 13 avril 1978 à Béziers, est une femme politique française. Secrétaire nationale adjointe d'EELV de 2019 à 2022. Elle est élue députée de la 1re circonscription du Bas-Rhin lors des élections législatives de 2022 puis réélue lors des élections législatives de 2024 sous la coalition du Nouveau Front populaire.

## Biographie

### Famille, jeunesse et études
Sandra Regol est originaire de Pézenas dans l'Hérault, fille d'une professeure de mathématiques et d'un vigneron bio. C'est par ce biais et avec la Confédération paysanne qu'elle s'engage dans ses premiers combats environnementaux dès le lycée.

### Années 2010
En 2016, elle est nommée porte-parole du parti EELV, avant d'occuper la fonction de secrétaire nationale adjointe du même parti aux côtés de Julien Bayou à compter de 2019.

### Années 2020
En 2020, elle se présente aux élections législatives partielles d'Alfortville-Vitry contre la socialiste Isabelle Santiago. Elle perd au second tour en obtenant 43% (89% d'abstention).
Sandra Regol est élue députée sous l'étiquette EELV/NUPES dans la 1re circonscription du Bas-Rhin, au second tour des élections législatives, le 19 juin 2022 avec 51,47 % de suffrages, face à Alain Fontanel (candidat Renaissance).
Lors de l'épisode de violences policières répétées du Mouvement social contre le projet de réforme des retraites en France de 2023, elle fait partie avec Emmanuel Fernandes des députés qui ont interpellé la préfète du Bas-Rhin Josiane Chevalier dans un courrier dénonçant le fait qu'à Strasbourg "des élus, des familles, des collègues" ont subi dans le cortège "des coups de matraque" et tirs de gaz lacrymogènes, le responsable départemental de la CGT diffusant par ailleurs une vidéo montrant un cordon du service d'ordre groupé et immobile se faire copieusement matraquer et asperger de gaz lacrymogène.
Elle défend en 2024 une proposition de loi visant à interdire l’importation et l’exportation de trophées de chasse. Selon elle, cette pratique, qui conduit à la mort de 200 000 animaux sauvages chaque année, favorise la disparition d'espèces menacées.
Elle est réélue lors des élections législatives de 2024 sous la coalition du Nouveau Front populaire.